# Graptopetalum macdougallii
Graptopetalum macdougallii är en fetbladsväxtart som beskrevs av Alexander. Graptopetalum macdougallii ingår i släktet Graptopetalum och familjen fetbladsväxter. Inga underarter finns listade i Catalogue of Life.

## Bildgalleri

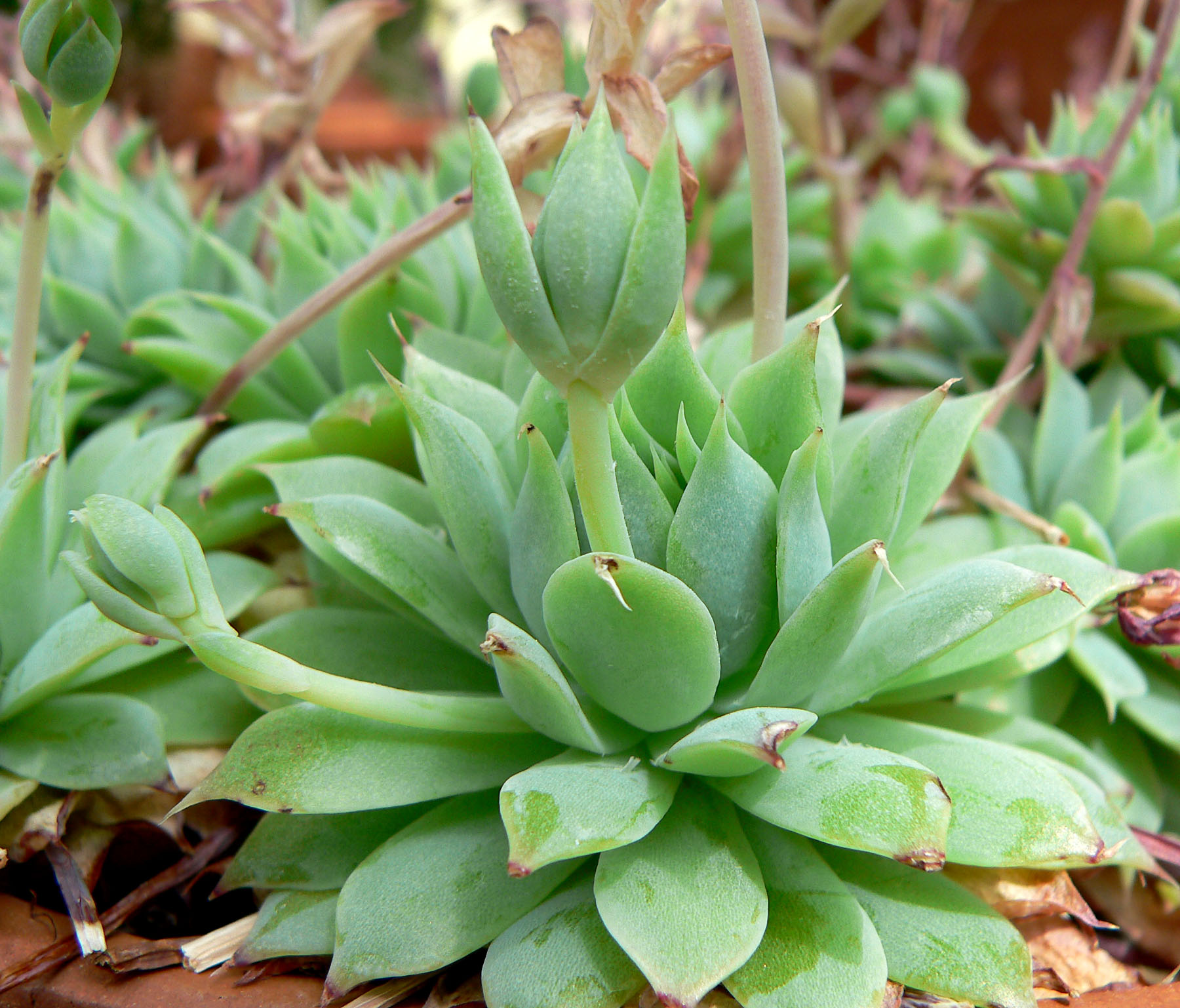
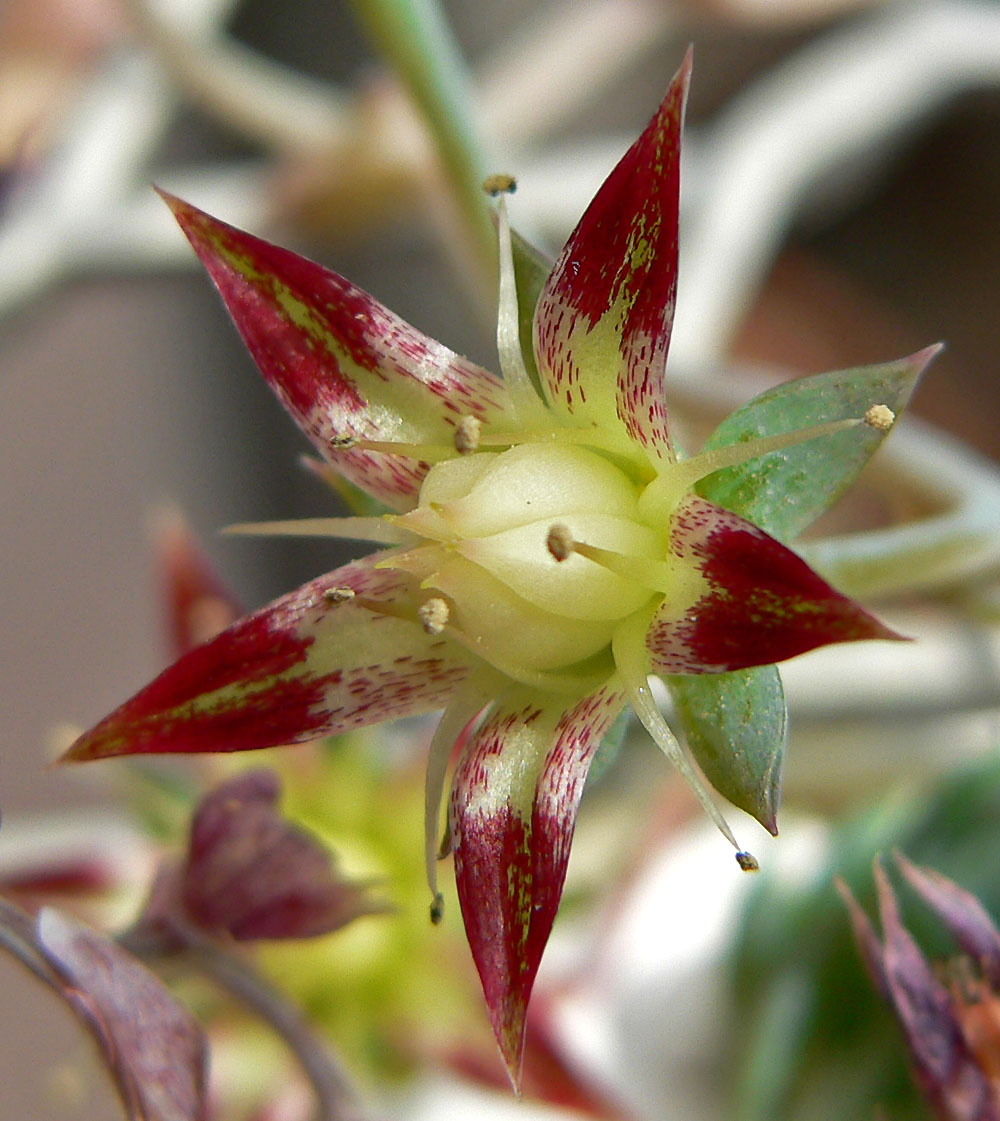
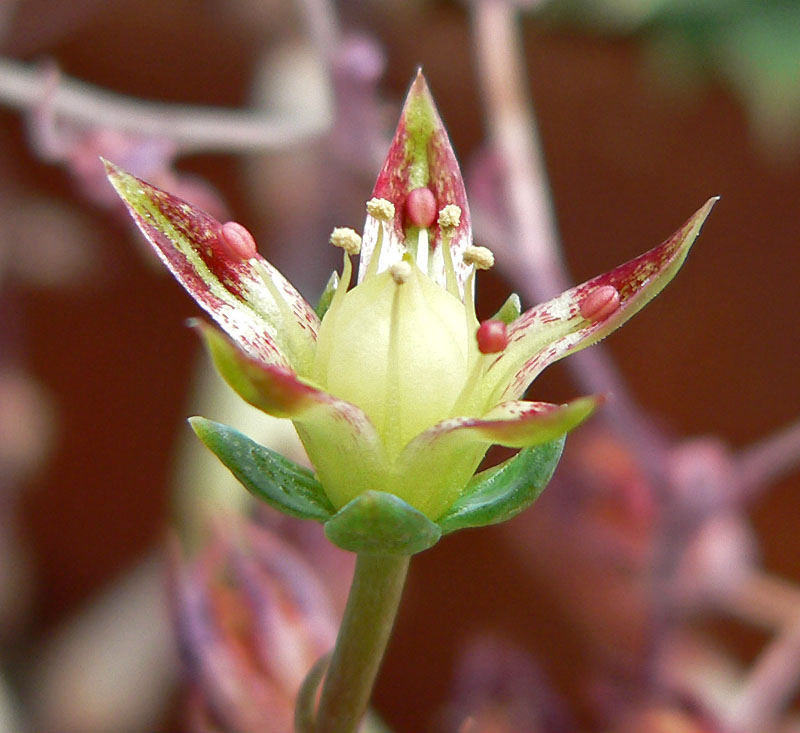